# Kempnyia guassu
Kempnyia guassu är en bäcksländeart som beskrevs av Froehlich 1988. Kempnyia guassu ingår i släktet Kempnyia och familjen jättebäcksländor. Inga underarter finns listade i Catalogue of Life.